# Kungariket Kastilien
Kungariket Kastilien (spanska: Reino de Castilla, latin: Regnum Castellae) var ett av de medeltida kungadömena på Iberiska halvön som idag består av regionen Kastilien-La Mancha. Kungariket Kastilien blev ett självständigt rike på 900-talet och var en vasall till Kungariket León och riket har fått sitt namn efter alla borgar (sp: castillos) som uppfördes i området. Kungariket Kastilien sammanslogs under årets lopp med olika kungadömen på den Iberiska halvön om slogs definitivt samman med Kungariket León under kung Ferdinand III och blev till kungamakten Kastilien som senare blev till en del av dagens Spanien. 